# Stonar
Stonar var en civil parish fram till 1935 då den blev en del av Sandwich, i grevskapet Kent, i England. Civil parish var belägen 19 km från Canterbury och hade 58 invånare år 1931.